# Karolina Kuszyk

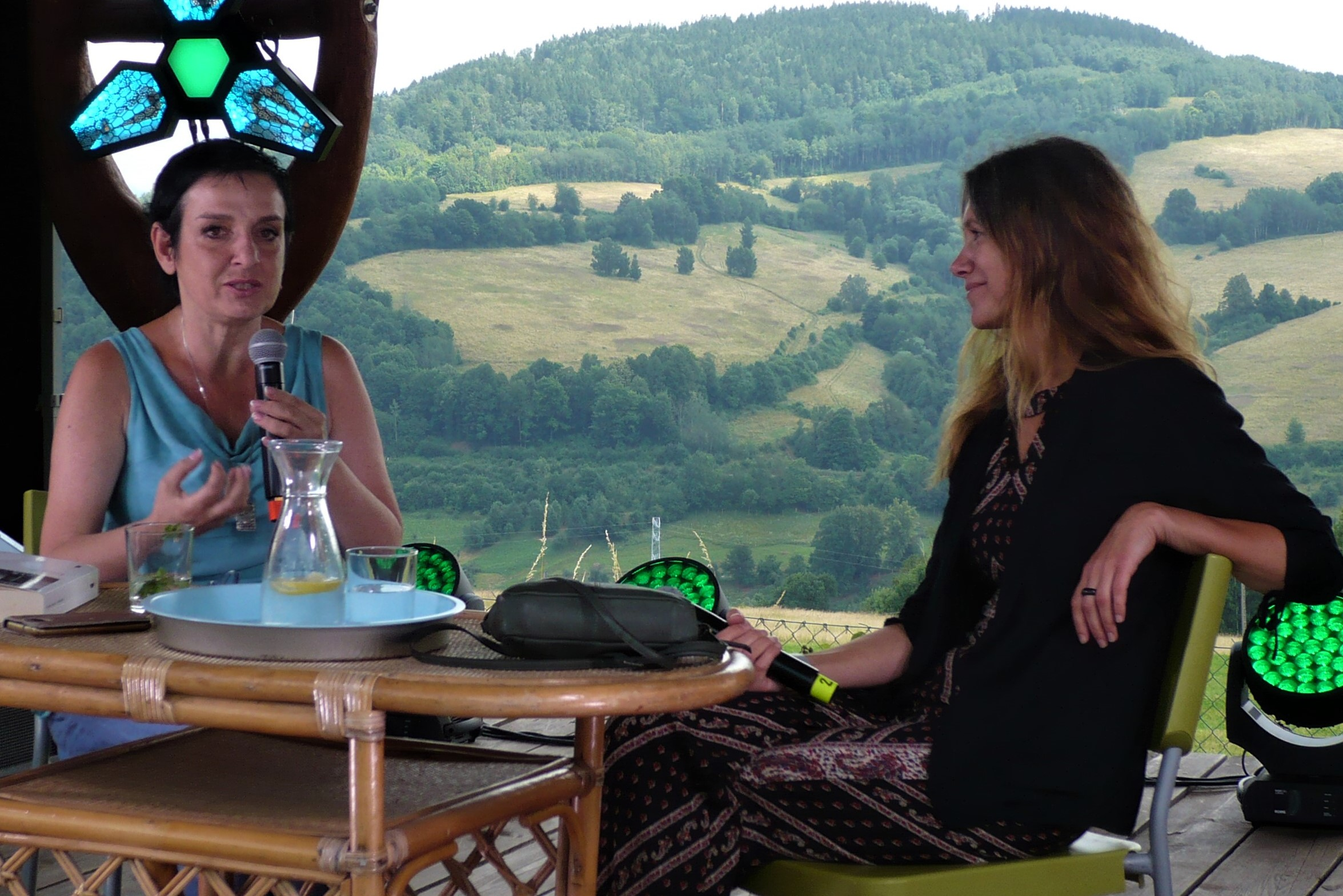
Joanna Lamparska i Karolina Kuszyk, VII Festiwal Góry Literatury, Włodowice, 2021

Karolina Kuszyk (ur. 1977 w Legnicy) – polska tłumaczka, dziennikarka i reportażystka.

## Życiorys
Jej rodzina przybyła na Dolny Śląsk z Wielkopolski (rodzice matki) i Wojutycz (ojciec).
Karolina Kuszyk jest absolwentką I Liceum Ogólnokształcącego im. Tadeusza Kościuszki w Legnicy i Międzywydziałowych Indywidualnych Studiów Humanistycznych na Uniwersytecie Warszawskim.
Zajmuje się tłumaczeniem literatury niemieckiej na język polski; pisywała również teksty dla mediów polskich i niemieckich (m.in. „Zadry”, „Wyspy”, Deutschlandradio Kultur i „Die Zeit”). Mieszka w Berlinie.
W 2019 nakładem Wydawnictwa Czarne ukazała się jej debiutancka książka Poniemieckie. Ów reportaż przedstawia losy niemieckiego mienia pozostawionego na terenach przyłączonych w 1945 roku do Polski ze szczególnym uwzględnieniem stosunku emocjonalnego i zachowań, jakie względem nich żywili nowi właściciele i użytkownicy – Polacy; jeden z rozdziałów porusza również kwestię stacjonowania wojsk radzieckich w Legnicy, gdzie – jak to ujmuje autorka – „poniemieckie miesza się z posowieckim”. W roku 2020 Kuszyk otrzymała za tę pozycję Nagrodę im. Artura Kronthala, przyznawaną przez Kommission für die Geschichte der Deutschen in Polen. Książka została przetłumaczona na język niemiecki przez Bernharda Hartmanna i wydana przez Ch. Links Verlag jako In den Häusern der Anderen w 2022 i nagrodzona Nagrodą Literacką im. Georga Dehio w 2024 r.